# Karl Daniel Weinrich
Karl Daniel Weinrich ( 27. března 1843 Sadská – 24. ledna 1926) byl rakouský politik německé národnosti z Čech, v 2. polovině 19. století poslanec Říšské rady a Českého zemského sněmu.

## Biografie
Působil jako průmyslník a velkostatkář. Patřilo mu panství Dobřenice a Syrovátka. Od roku 1879 byl členem zemské zemědělské rady, do které ho jmenoval zemský výbor.
Zapojil se i do politického života. V zemských volbách v roce 1872 byl zvolen na Český zemský sněm za velkostatkářskou kurii, nesvěřenecké velkostatky. Byl i poslancem Říšské rady (celostátního parlamentu), kam usedl v prvních přímých volbách roku 1873 za velkostatkářskou kurii v Čechách. Rezignace oznámena dopisem 28. února 1878. Zastupoval Stranu ústavověrného velkostatku, která byla provídeňsky a centralisticky orientována.
Jeho manželkou byla Gabriele Weinrich, rozená Liebieg (1863–1914).